# Liste der Monuments historiques in Latrecey-Ormoy-sur-Aube
Die Liste der Monuments historiques in Latrecey-Ormoy-sur-Aube führt die Monuments historiques in der französischen Gemeinde Latrecey-Ormoy-sur-Aube auf.

## Liste der Immobilien
| Bezeichnung               | Beschreibung                                      | Standort                         | Kennzeichnung | Schutzstatus | Datum | Bild           |
| ------------------------- | ------------------------------------------------- | -------------------------------- | ------------- | ------------ | ----- | -------------- |
| Kirche St-Pierre-ès-Liens | 1769 erbaut, Architekt Edmé Verniquet, Umbau 1840 | Latrecey, rue de l’Église (Lage) | PA00079301    | Inscrit      | 1991  | weitere Bilder |

## Liste der Objekte
| Bezeichnung                                    | Beschreibung                      | Standort                                          | Kennzeichnung | Schutzstatus | Datum | Bild |
| ---------------------------------------------- | --------------------------------- | ------------------------------------------------- | ------------- | ------------ | ----- | ---- |
| Gemälde Anbetung der Könige                    | aus dem 17. Jahrhundert           | Latrecey, in der Kirche St-Pierre-ès-Liens (Lage) | PM52002021    | Inscrit      | 2013  |      |
| Gemälde Heiliger Josef                         | bezeichnet 1850                   | Latrecey, in der Kirche St-Pierre-ès-Liens (Lage) | PM52002023    | Inscrit      | 2013  |      |
| Taufbecken                                     | Stein, Mitte des 19. Jahrhunderts | Latrecey, in der Kirche St-Pierre-ès-Liens (Lage) | PM52002019    | Inscrit      | 2013  |      |
| Gemälde Stiftung des Rosenkranzes              | aus dem 18. Jahrhundert           | Latrecey, in der Kirche St-Pierre-ès-Liens (Lage) | PM52002022    | Inscrit      | 2013  |      |
| Skulptur Heiliger Laurentius                   | aus dem 19. Jahrhundert           | Latrecey, in der Kirche St-Pierre-ès-Liens (Lage) | PM52002020    | Inscrit      | 2013  |      |
| Gemälde Befreiung von Petrus aus dem Gefängnis | aus dem 19. Jahrhundert           | Latrecey, in der Kirche St-Pierre-ès-Liens (Lage) | PM52002024    | Inscrit      | 2013  |      |
| Skulptur Heiliger Nikolaus                     | aus dem 18. Jahrhundert           | Ormoy-sur-Aube, in der Kirche St-Martin (Lage)    | PM52002026    | Inscrit      | 2013  |      |
| Skulptur Heiliger Martin                       | aus dem 18. Jahrhundert           | Ormoy-sur-Aube, in der Kirche St-Martin (Lage)    | PM52002025    | Inscrit      | 2013  |      |
| Gemälde Mantelteilung des heiligen Martin      | bezeichnet 1855                   | Ormoy-sur-Aube, in der Kirche St-Martin (Lage)    | PM52002027    | Inscrit      | 2013  |      |